# 알제 원정 (1519년)
제2차 알제 원정은 1519년 신성 로마 제국 황제 카를 5세의 명으로 우고 데 몽카다 지휘가 지휘하는 스페인-이탈리아 원정 연합군이 오스만령 알제리 수도 알제의 공격에 나선 사건이다. 1516년 제1차 알제 원정에 이어 이번 원정도 합스부르크 측의 대패로 끝났다.

## 전개
카를 5세는 시칠리아 총독 우고 데 몽카다에게 알제 정복을 위한 원정대를 조직하라고 명령했다. 이후 1519년 8월에 알제 공격을 개시하였다. 3년 전 스페인의 1차 공격은 기상악화로 인한 스페인 함대의 큰 피해와 더불어 바르바로스 하이레딘의 형제인 오루츠 레이스가 지휘하는 현지 저항군에 의해 크게 패했었다.
이번에도 바르바로스 하이레딘은 군대를 이끌고 원정군을 무찌를 준비에 나섰다. 그리고 실제로도 스페인-이탈리아의 함선들을 성공적으로 격파하여 수많은 함선들을 난파시키고 원정군의 학살을 초래하였다. 원정군을 몸소 지휘하던 우고 데 몽카다는 해변가의 시체 사이에 숨어 알제리군의 눈을 피한 뒤 탈출에 성공하였으나, 나머지 목숨을 부지한 스페인 군인 3,036명은 포로 신세로 잡혔다.
카를 5세는 포로로 잡힌 장교들에게 몸값을 제시하며 교섭을 시도하였으나 바르바로스는 그들을 전원 처형하는 명령을 내렸다. 이후 카를 5세는 시신 반환을 위해 웃돈을 얹어 제시하였지만 바르바로스는 그 시신들을 바다에 던져 버리는 조치를 취하면서, "죽은 자의 친척이 알제에 오면 아버지나 형제의 매장지를 알지 못하게 하라. 재도 볼 수 없고 파도만 보이게 하라”라는 말을 남겼다.

## 같이 보기
- 알제 원정 (1541년)